# Röhrengrundgraben
Der Röhrengrundgraben ist ein rechter Zufluss des Aubachs im Landkreis Main-Spessart im bayerischen Spessart.

## Geographie

### Verlauf
Der Röhrengrundgraben entspringt am Bassberg (419 m) im Röhrengrund nordwestlich von Wiesthal. Er fließt in südöstliche Richtung. In Wiesthal mündet er von rechts in den Aubach.

### Flusssystem Lohr
- Liste der Fließgewässer im Flusssystem Lohr

## Einzelnachweise

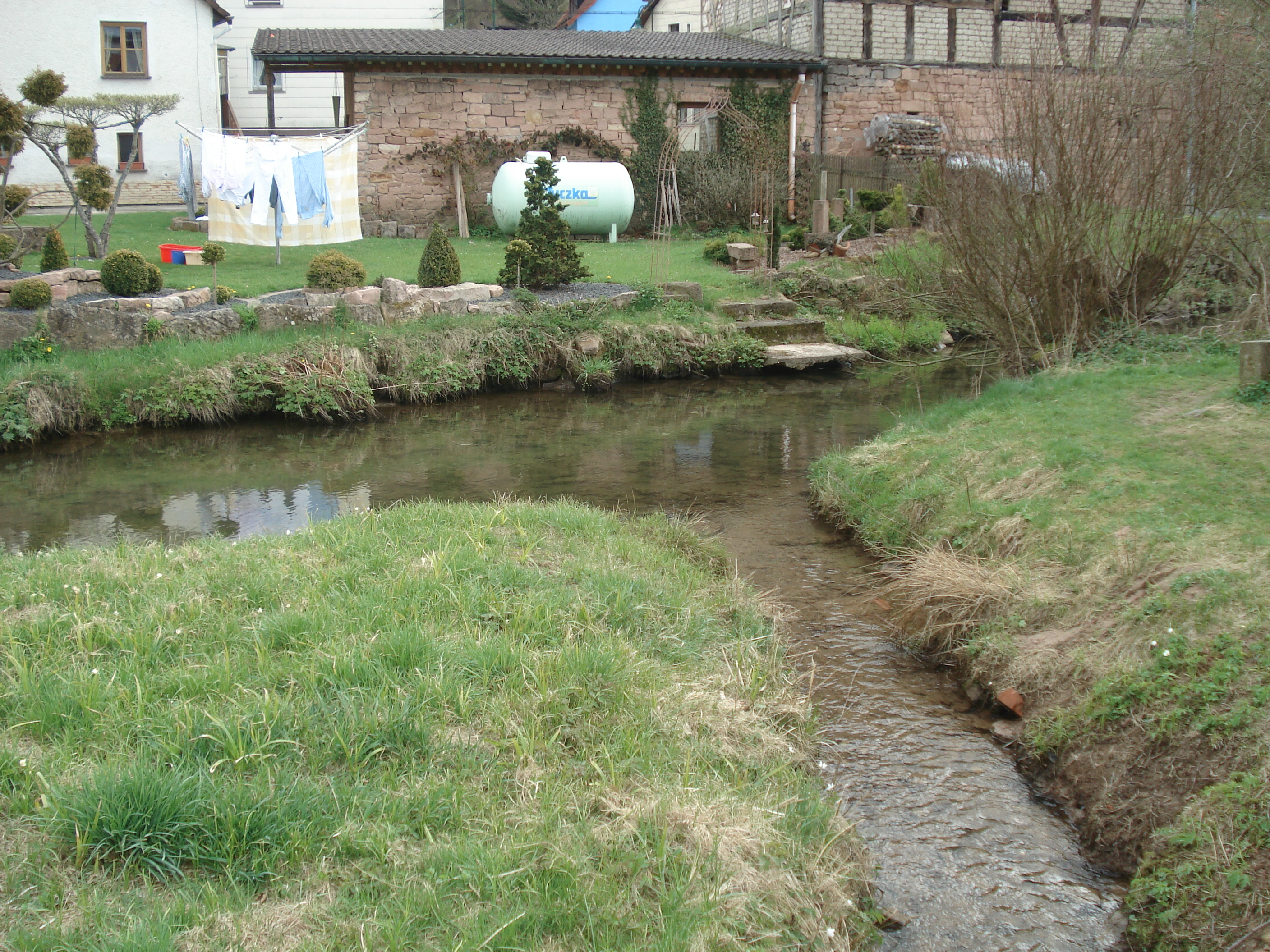
Der Röhrengrundgraben (vorne) mündet in den Aubach